# Fanfare d'amour
Pour les articles homonymes, voir fanfare (homonymie).
Pour plus de détails, voir Fiche technique et Distribution.
Fanfare d'amour est un film français réalisé par Richard Pottier, sorti en 1935.
Ce film sera suivi de deux remakes (ou adaptations qui en sont fortement inspirées) : Fanfaren der Liebe (de) (1951) de Kurt Hoffmann et le célèbre Certains l'aiment chaud (1959) de Billy Wilder.

## Synopsis
Au chômage, deux musiciens se travestissent pour intégrer un orchestre féminin qui se rend sur la Côte d'Azur. Leurs relations avec les membres de l'orchestre vont se révéler délicates et provoquer de nombreux quiproquos.

## Fiche technique
- Titre : Fanfare d'amour
- Réalisation : Richard Pottier
- Assistant : Pierre Prévert
- Scénario : Robert Thoeren et M. Logan (adaptation : Pierre Prévert et Max Bronnet)
- Dialogues : René Pujol
- Photographie : Jean Bachelet
- Opérateur : André Dantan
- Son : William Robert Sivel
- Décors : Robert Hubert
- Musique : Joe Hajos et René Pujol
- Montage : Pierre Méguérian
- Société de production : Solar Films
- Format : Noir et blanc - 1,37:1 - 35 mm - Son mono
- Pays de production :  France
- Genre :  Comédie
- Durée : 111 minutes
- Date de sortie : 
  - France : 16 novembre 1935[1]

## Distribution
- Fernand Gravey : Jean
- Julien Carette : Pierre
- Betty Stockfeld : Gaby
- Madeleine Guitty : Lydia
- Gaby Basset : Poupette
- Paul Demange : ?
- Eugène Frouhins : ?
- Jacques Louvigny : Alibert
- Pierre Larquey : Émile
- Ginette Leclerc : ?
- Palau : ?
- Jane Lamy : ?
- Félix Oudart : ?
- Adrienne Trenkel : ?